# Eisenhuthaus

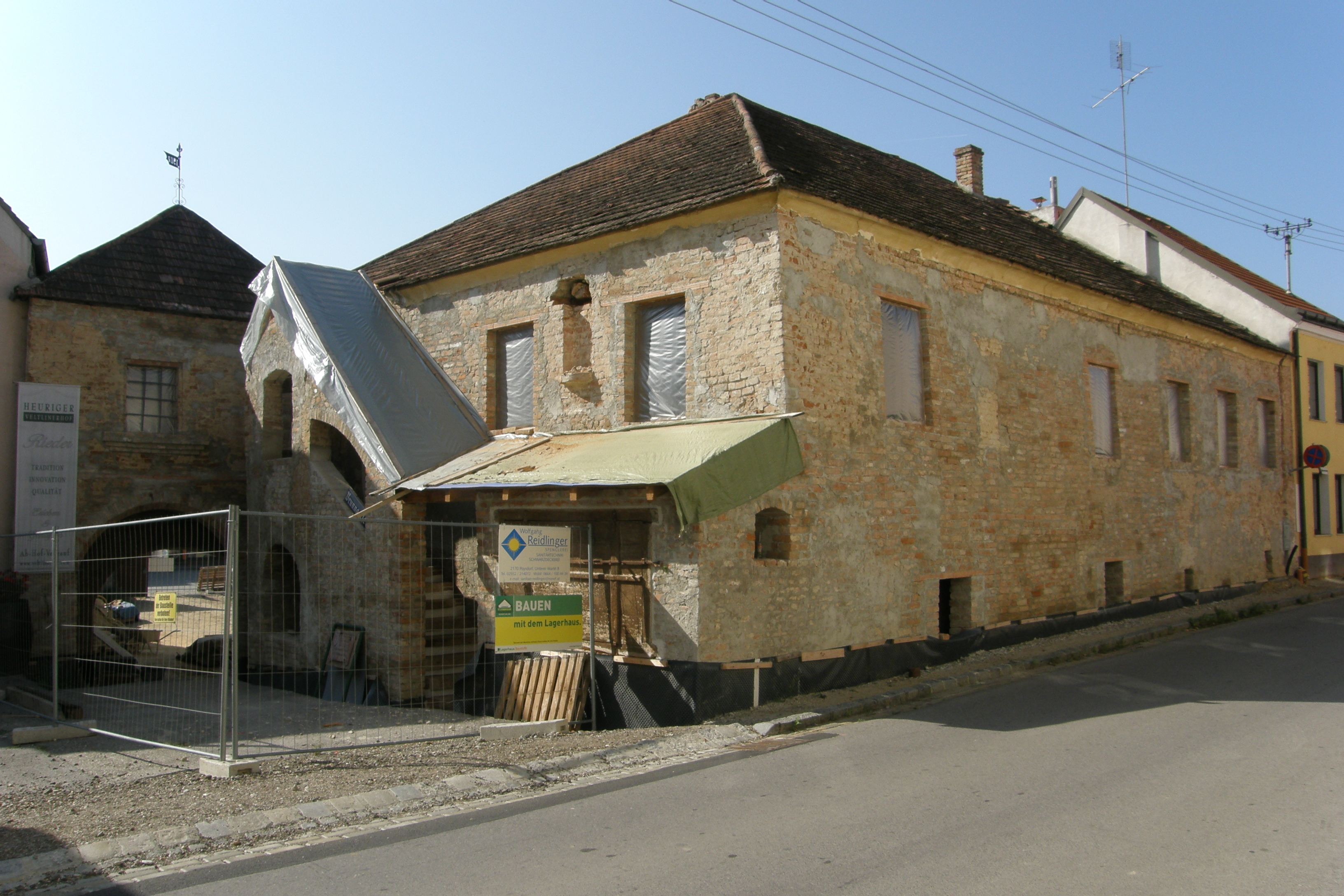
Das Eisenhuthaus während der Renovierung (2011)

Das Eisenhuthaus in der Stadt Poysdorf in Niederösterreich ist ein zweigeschoßiger, traufständiger Bau mit Walmdach vom Ende des 16./Anfang des 17. Jahrhunderts. Rechteckfenster in profilierten Faschenrahmungen, eine überbaute Außentreppe und ein ehemaliges Ladeng’wölb mit Tonnengewölbe charakterisieren den Bau. Im Obergeschoß steht in einer Mauernische eine Figur des Heiligen Florian. Das Haus steht unter Denkmalschutz (Listeneintrag).
Der Hoftrakt ist durch ein Rundbogenportal und eine stichkappengewölbte Einfahrt zugänglich. Über dem Portal befindet sich ein Fenster mit Faschenrahmung und einer gekehlten, gebauchten Sohlbank. Der annähernd quadratische Innenhof hat an zwei Seiten zweigeschoßige, rundbogige Pfeilerarkaden vom Ende des 16. Jahrhunderts. Die Gänge verfügen über Kreuzgratgewölbe mit Hängezapfen. Die ehemaligen Wirtschaftsräume liegen ebenerdig und haben Stichkappentonnen.
Anfang des 21. Jahrhunderts befand sich das Haus zum Teil in einem ruinösen Zustand. Auf Betreiben des Besitzers und mit Unterstützung des Landes Niederösterreich wurde um 2010 mit der Sanierung begonnen, die 2012 abgeschlossen wurde.